# Лунвэнь
Лунвэ́нь (кит. упр. 龙文, пиньинь Lóngwén) — район городского подчинения городского округа Чжанчжоу провинции Фуцзянь (КНР).

## История
В эпоху Южных и северных династий в 540 году, когда эти места входили в состав южной империи Лян, был создан уезд Лунси (龙溪县). Во времена империи Тан в 686 году была создана Чжанчжоуская область (漳州), власти которой в 786 году переехали в уезд Лунси. С той поры всё время существования императорского Китая власти различных административных единиц, управляющих регионом, размещались именно в уезде Лунси.
В марте 1950 года был создан Специальный район Чжанчжоу (漳州专区), и уезд вошёл в его состав. В июне 1951 года урбанизированная часть уезда Лунси была выделена в отдельный городской уезд Чжанчжоу. В марте 1955 года Специальный район Чжанчжоу был переименован в Специальный район Лунси (龙溪专区). В августе 1960 года уезды Лунси и Хайчэн (海澄县) были объединены в уезд Лунхай (龙海县). В сентябре 1970 года Специальный район Лунси был переименован в Округ Лунси (龙溪地区).
Постановлением Госсовета КНР от мая 1985 года были расформированы округ Лунси и городской уезд Чжанчжоу, и образован городской округ Чжанчжоу; территория бывшего городского уезда Чжанчжоу стала районом Сянчэн в его составе.
В 1993 году уезд Лунхай был преобразован в городской уезд.
Постановлением Госсовета КНР от 31 мая 1996 года из смежных территорий района Сянчэн и городского уезда Лунхай был образован район Лунвэнь.

## Административное деление
Район делится на 4 посёлка .